# Stück über Gewalt

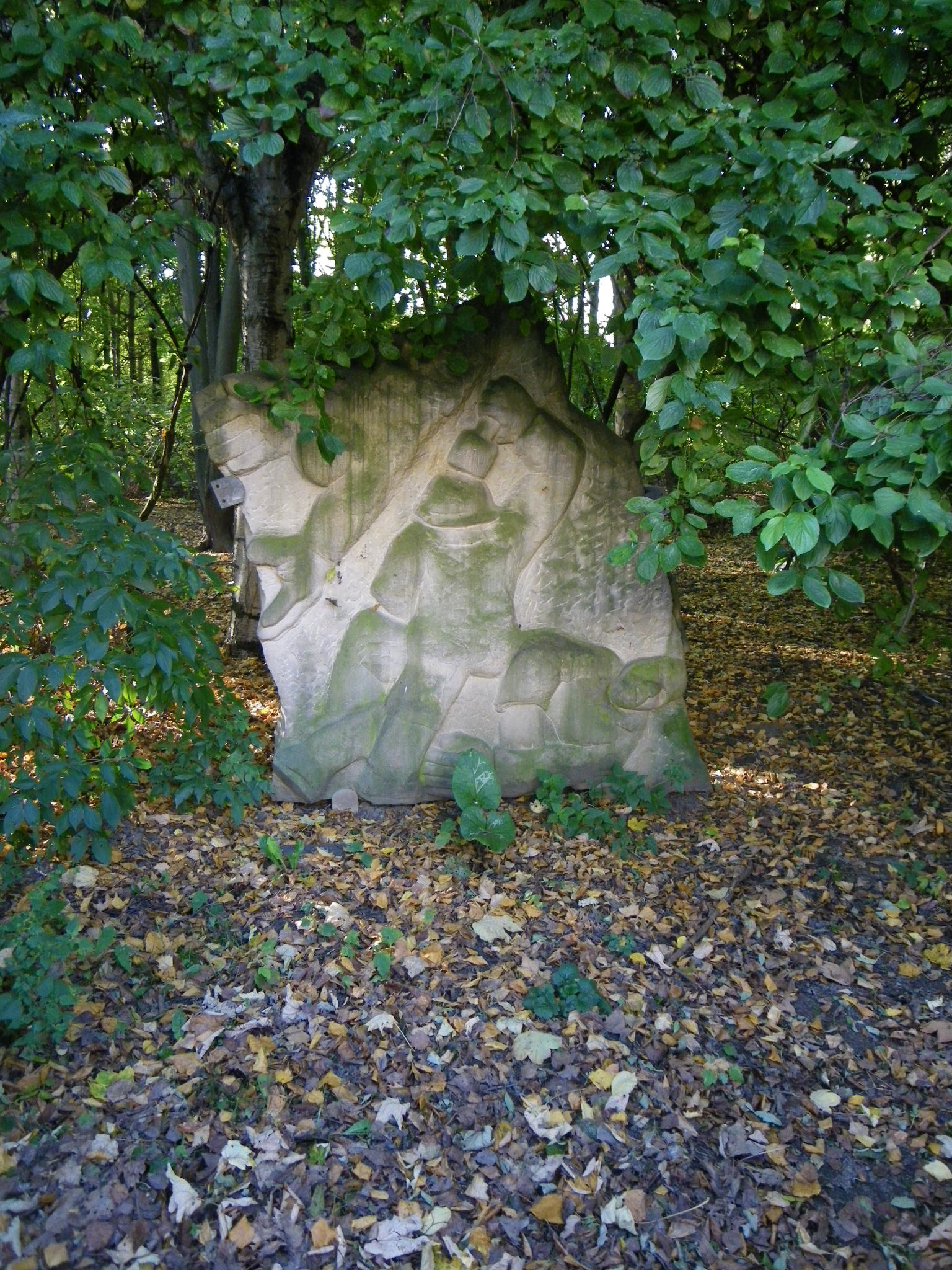
„Stück über Gewalt“ im Stadtpark Langenhagen

Das Stück über Gewalt in Langenhagen ist eine von dem Bildhauer Hans-Tewes Schadwinkel geschaffene Skulptur, die den von dem Künstler in seiner Kindheit gegen Ende des Zweiten Weltkrieges erfahrenen „Kampf von Glück über Gewalt“ versinnbildlicht. Die 2 Meter hohe Sandsteinskulptur entstand während des Langenhagener Bildhauersymposiums 1986 und wurde als Kunst im öffentlichen Raum im Stadtpark Langenhagen nahe der Niederrader Allee aufgestellt.
Das fragmentarisch angelegte Relief zeigt drei Soldaten im Krieg: „Rücksichtslos steigt einer über einen Verwundeten, um eine Handgranate zu werfen und damit weiteres Unheil zu bewirken.“ Über die Destruktivität seiner im Krieg erfahrenen Kindheitserinnerungen formulierte Schadwinkel:
„Im Zeitalter der Menschenrechte dringen Erniedrigung und Entwürdigung, Folter und Tod in unser Bewusstsein. Bei allem vom einzelnen Menschen erfahrenen Unrecht und Leid ist es immer gleich auch das vieler. Abgeschlachtet wie Vieh, ausgerottet und vertilgt wie Insekten. Dabei verschwinden [die] einzelnen Gesichter. Haften bleibt der geschundene Körper.“ (Hans-Tewes Schadwinkel, 1986)
Im selben Jahr 1986 organisierte Tewes Schadwinkel in Langenhagen mit Studenten der Fachhochschule Hannover die „Augenblicke“ im Zusammenhang mit der Anlage des Langenhagener Skulpturenparks.